# Campeonato Europeo de Lucha de 1947
El XVII Campeonato Europeo de Lucha se celebró en Praga (Checoslovaquia) en el año 1947 bajo la organización de la Federación Internacional de Luchas Asociadas (FILA) y la Federación Checoslovaca de Lucha. Solamente se compitió en las categorías del estilo grecorromano. Participantes de países no europeos con tradición en lucha fueron aceptados en este campeonato.

## Resultados

### Lucha grecorromana
| Evento | Oro                       | Plata                    | Bronce                            |
| ------ | ------------------------- | ------------------------ | --------------------------------- |
| 52 kg  | Bertil Sundin · Suecia    | Mohamed El-Uard Egipto   | Lennart Viitala · Finlandia       |
| 57 kg  | Mahmud Hasan Egipto       | Reidar Merli · Noruega   | Lorentz Freij · Suecia            |
| 62 kg  | Olle Anderberg · Suecia   | Ferenc Tóth Hungría      | František Kotrbatý Checoslovaquia |
| 67 kg  | Gösta Frändfors · Suecia  | Armenak Yaltyrian URSS   | Celal Atik Turquía                |
| 73 kg  | Yaşar Doğu Turquía        | Gösta Andersson · Suecia | Viacheslav Kozharski URSS         |
| 79 kg  | Nikolai Belov URSS        | Muhlis Tayfur Turquía    | Axel Grönberg · Suecia            |
| 87 kg  | Konstantin Koberidze URSS | Gyula Kovács Hungría     | Karl-Johan Wong · Suecia          |
| +87 kg | Johannes Kotkas URSS      | Mustafa Çakmak Turquía   | Pauli Riihimäki · Finlandia       |

## Medallero
| Núm. | País           | Oro | Plata | Bronce | Total |
| ---- | -------------- | --- | ----- | ------ | ----- |
| 1    | Suecia         | 3   | 1     | 3      | 7     |
| 2    | URSS           | 3   | 1     | 1      | 5     |
| 3    | Turquía        | 1   | 2     | 1      | 4     |
| 4    | Egipto         | 1   | 1     | 0      | 2     |
| 5    | Hungría        | 0   | 2     | 0      | 2     |
| 6    | Noruega        | 0   | 1     | 0      | 1     |
| 7    | Finlandia      | 0   | 0     | 2      | 2     |
| 8    | Checoslovaquia | 0   | 0     | 1      | 1     |
|      | TOTAL          | 8   | 8     | 8      | 24    |